# Bande des 2 mètres
La bande 144 MHz, désignée aussi par sa longueur d'onde, 2 mètres, est une bande du service radioamateur destinée à établir des radiocommunications de loisir. Cette bande est utilisable en permanence pour le trafic radio local et régional. Elle est très utilisée surtout pour le trafic via relais. Cette bande est utilisable sporadiquement pour le trafic radio à grande distance.

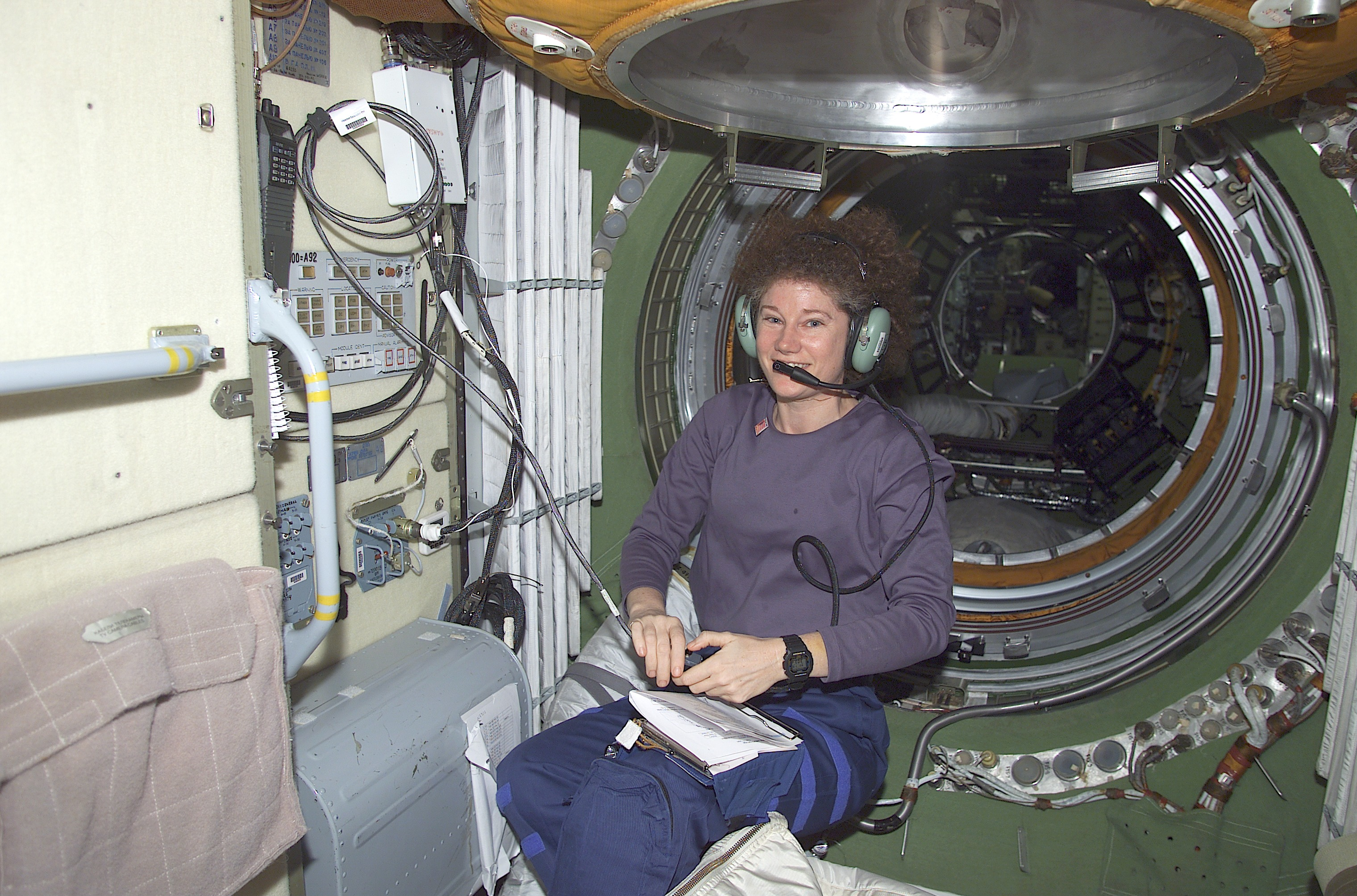
YL dans la station spatiale en radiocommunication sur 145.800 MHz avec des radioamateurs

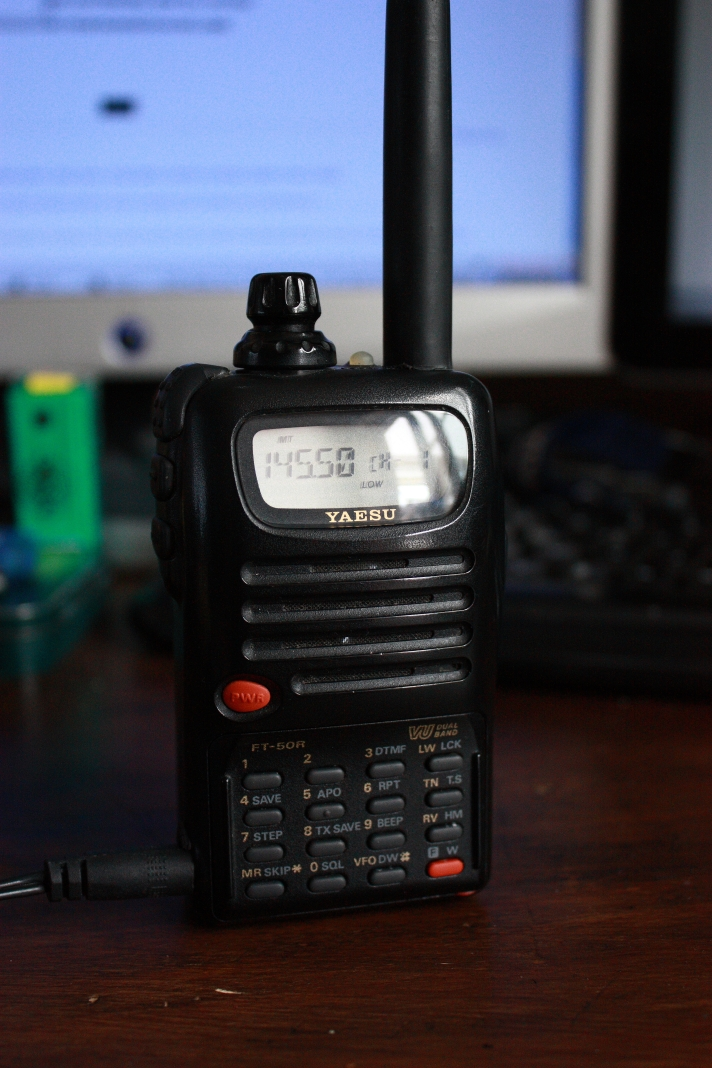
Un émetteur récepteur radioamateur de quelques watts alimentant une simple antenne fouet pour des liaisons locales sur 145,500 MHz.

## La bande des 2 mètres dans le monde
- la bande des "2 mètres" de 144 à 146 MHz en: Europe, l'ouest du Moyen-Orient, Afrique, le nord de l'Asie (UIT région 1)[1].
- la bande des "2 mètres" de 144 à 148 MHz dans le reste du monde (UIT région 2 et 3).

## La bande des 2 mètres enEurope
Les sous-bandes recommandées par l'IARU dans la bande des "2 mètres" sont les suivantes :
- 144.000 à 144.025 communications par satellites.
- 144.025 à 144.400 modes à bande étroite (C.W./U.S.B.).
- 144.400 à 144.490 balises d'étude de la propagation.
- 145.000 à 145.200 sont des entrées de répéteur VHF (espacement 12.5kHz) en modulation de fréquence bande étroite - NFM.
- 145.200 à 145.600 sont les canaux (espacement 12.5kHz) en modulation de fréquence bande étroite - NFM.
- 145.600 à 145.800 sont les sorties de répéteur en modulation de fréquence bande étroite - NFM.
- 145.800 à 146.000 communications par satellites et station spatiale.

## La bande des 2 mètres enFrance

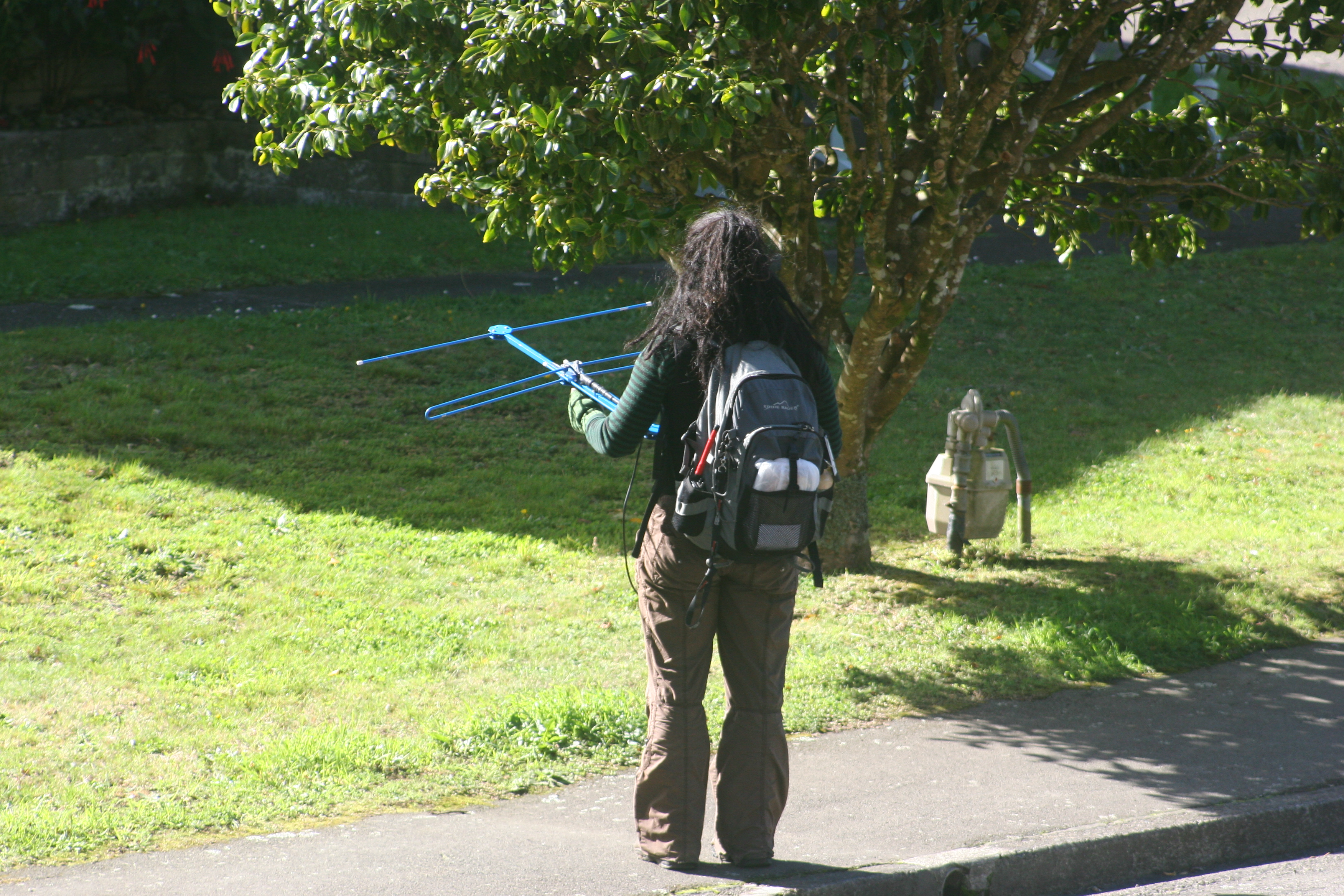
Radiogoniométrie de balises VHF de suivi d’animaux et de collier émetteur.

Pour la France, la bande est partagée entre plusieurs services :
- Service radioamateur avec une bande 144 à 146 MHz[2].
- Anciennes radiotélécommandes de modèles réduits, (canaux de 20 kHz) dans une bande 144 à 145 MHz avec une puissance jusqu'à 5 W[3],[4],[5]. Plus autorisées de nos jours.
- balises VHF de suivi d’animaux (par radiogoniométrie); d'une puissance jusqu'à 0,5 mW avec 20 à 120 pulses par minute[6],[7].
- armée avec une puissance jusqu'à 16 W[8],[9].

La bande deux mètres est intercalée entre la bande aéronautique VHF  et la bande marine et fluviale VHF.

## Historique

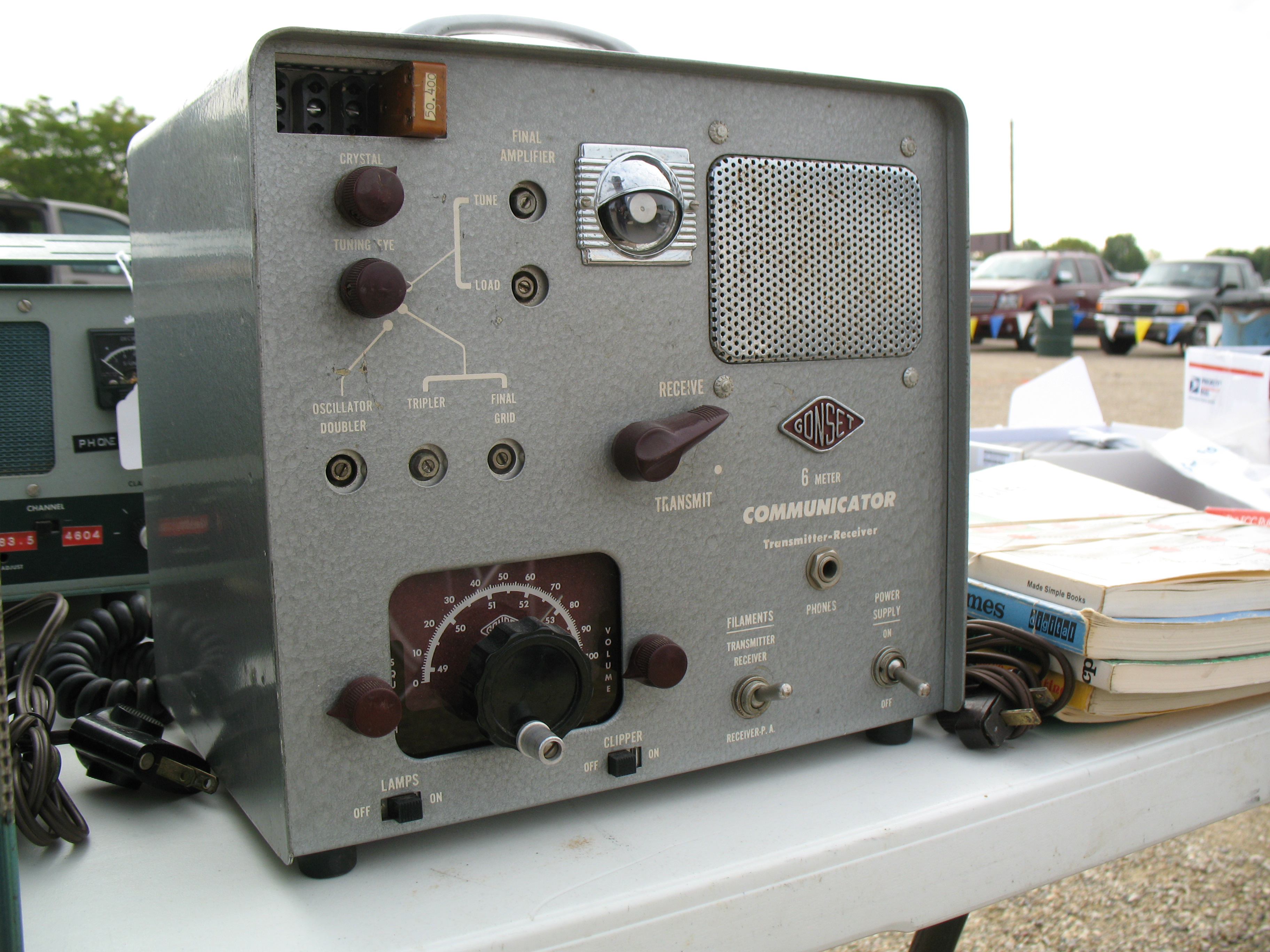
émetteur-récepteur «Gooney Box» en AM. Avec un œil magique pour indiquer l'accord, et était populaire dans les années 1950 et 60. (La version de 6 mètres sur cette image a également été vendue).

- En 1948, la bande des 2,5 mètres[11] est définitivement supprimée du service d'amateurs par la Convention internationale des télécommunications d'Atlantic City 1947.
- Depuis le 1er janvier 1949, la bande des 2 mètres est utilisable par le service d'amateurs[12].

## La manœuvre d’une stationradioamateur
Pour manœuvrer une station radioamateur dans la bande 2 mètres, il est nécessaire de posséder un certificat d'opérateur du service amateur.

## Répartition des fréquences de la bande 144 à 146 MHzradioamateurpour laFrance
| Arbitrairement l'antenne est polarisée horizontalement ou en circulaire          |
| Arbitrairement l'antenne est polarisée verticalement (ou en circulaire possible) |

| Fréquences en MHz   | Canalisation | Noms des canaux                          | Utilisations radioamateur et autres services                                                                             | Modes                    |
| ------------------- | ------------ | ---------------------------------------- | --- | ------------------------ |
|                     |              |                                          | |                          |
| 144.000 à 145.020   |              |                                          | Satellites voie descendante vers radioamateurs, bande des 2 mètres                                                       | tous modes               |
| 144.020             |              |                                          | Télécommande modèles réduits, (canal habituellement utilisée)                                                            |                          |
| 144.020 à 144.025   |              |                                          | Satellites voie descendante vers radioamateurs, bande des 2 mètres                                                       | tous modes               |
| 144.025 à 144.037   |              |                                          | Radioamateurs par réflexion sur la lune "EME" (atténuation : 252 dB)                                                     | C.W./U.S.B.              |
| 144.037             |              |                                          | Canal sécurité civile ADRASEC en radiotélégraphie                                                                        | C.W.                     |
| 144.037 à 144.049   |              |                                          | Radioamateurs par radiotélégraphie et radioamateurs par réflexion sur la lune "EME" (atténuation : 252 dB)               | C.W.                     |
| 144.050             |              |                                          | Fréquence internationale d’appel par radiotélégraphie, bande des 2 mètres                                                | C.W.                     |
| 144.051 à 144.059   |              |                                          | Radioamateurs par radiotélégraphie et radioamateurs par réflexion sur la lune "EME" (atténuation : 252 dB)               | C.W.                     |
| 144.060             |              |                                          | Fréquence internationale d’appel en radiotélégraphie en faible puissance                                                 | C.W.                     |
| 144.061 à 144.082   |              |                                          | Radioamateurs par radiotélégraphie et radioamateurs par réflexion sur la lune "EME" (atténuation : 252 dB)               | C.W.                     |
| 144.082             |              |                                          | Canal: dégagement ADRASEC en radiotélégraphie                                                                            | C.W.                     |
| 144.082 à 144.090   |              |                                          | Radioamateurs par radiotélégraphie et radioamateurs par réflexion sur la lune "EME" (atténuation : 252 dB)               | C.W.                     |
| 144.100             |              |                                          | Radioamateurs par radiotélégraphie par réflexions sur les traînées de météoriques                                        | C.W.                     |
| 144.110 à 144.120   |              |                                          | Radioamateurs par radiotélégraphie et radioamateurs par réflexion sur la lune "EME" (atténuation : 252 dB)               | C.W.                     |
| 144.120 à 144.135   |              |                                          | Radioamateurs par réflexion sur la lune "EME" (atténuation : 252 dB)                                                     | Digimodes                |
| 144.138             |              |                                          | Radioamateurs par PSK31                                                                                                  | Digimodes                |
| 144.140 à 144.150   |              |                                          | Radiotélégraphie par irrégularités alignées sur-le-champ magnétique terrestre et essai EME                               | C.W.                     |
| 144.150 à 144.160   |              |                                          | Communication par irrégularités alignées sur-le-champ magnétique terrestre et essai EME                                  | USB                      |
| 144.160 à 144.170   |              |                                          | Radioamateurs en communications digitales                                                                                | Digimodes                |
| 144.170             |              |                                          | Fréquence d’appel en communications digitales                                                                            | Digimodes                |
| 144.170 à 144.180   |              |                                          | Radioamateurs en communications digitales                                                                                | Digimodes                |
| 144.185             |              |                                          | Radioamateurs en bandes croisées avec 70.185 MHz, 50.185 MHz et 28.185 MHz                                               | U.S.B./C.W.              |
| 144.195 à 144.205   |              |                                          | Radioamateurs par réflexions sur les traînées de météoriques par tentatives aléatoires                                   | USB                      |
| 144.210 à 144.295   |              |                                          | Radioamateurs | U.S.B./C.W.              |
| 144.300             |              |                                          | Fréquence internationale d’appel en radiotéléphonie, bande des 2 mètres                                                  | USB                      |
| 144.305 à 144.320   |              |                                          | Radioamateurs | U.S.B./C.W.              |
| 144.320             |              |                                          | Télécommande modèles réduits, (canal habituellement utilisée)                                                            |                          |
| 144.320 à 144.360   |              |                                          | Radioamateurs | U.S.B./C.W.              |
| 144.370             |              |                                          | Radioamateurs par FSK441                                                                                                 | Digimodes                |
| 144.380 à 144.390   |              |                                          | Radioamateurs | U.S.B./M.G.M./C.W.       |
| 144,390 à 144.400   |              |                                          | Sauf Europe radioamateurs par réflexions sur les traînées de météoriques avec procédure                                  | USB/M.G.M.               |
| 144.400 à 144.480   |              |                                          | Balises d'étude de la propagation, bande des 2 mètres                                                                    | C.W./M.G.M.              |
| 144.480             |              |                                          | Télécommande modèles réduits, (canal habituellement utilisée)                                                            |                          |
| 144.480 à 144.490   |              |                                          | Balises d'étude de la propagation, bande des 2 mètres                                                                    | C.W./M.G.M.              |
| 144.490             |              |                                          | Radioamateurs vers station spatiale habitées en duplex avec 145.800 (sauf Europe)                                        | F.M.                     |
| 144.492 +/- 500Hz   |              |                                          | Balises WSPR d'étude de la propagation, bande des 2 mètres                                                               | C.W./M.G.M.              |
| 144.500             |              |                                          | Télévision à balayage lent                                                                                               | S.S.T.V.                 |
| 144.505 à 144.520   |              |                                          | Transpondeurs linéaires vers U.H.F. canal 01                                                                             | tous modes               |
| 144.525             |              |                                          | Radioamateurs et retour son télévision amateur                                                                           | (F.M.)/USB               |
| 144.530 à 144.545   |              |                                          | Transpondeurs linéaires vers U.H.F. canal 02.                                                                            | tous modes               |
| 144.555 à 144.570   |              |                                          | Transpondeurs linéaires vers U.H.F. canal 03.                                                                            | tous modes               |
| 144.580 à 144.595   |              |                                          | Transpondeurs linéaires vers U.H.F. canal 04.                                                                            | tous modes               |
| 144.600             |              |                                          | Appel par Radiotélétype, téléimprimeur                                                                                   | R.T.T.Y                  |
| 144.605             |              |                                          | Radioamateurs par PSK31                                                                                                  | Digimodes                |
| 144.610 à 144.630   |              |                                          | Radioamateurs | tous modes               |
| 144.630 à 144.650   |              |                                          | Sortie transpondeurs linéaires                                                                                           | tous modes               |
| 144.650             |              |                                          | Opérations ballons | tous modes               |
| 144.650 à 144.660   |              |                                          | Sortie transpondeurs linéaires                                                                                           | tous modes               |
| 144.660 à 144.690   |              |                                          | Entrée transpondeurs linéaires                                                                                           | tous modes               |
| 144.700             |              |                                          | Appel par télécopie, fac-similé                                                                                          | Fax                      |
| 144.7125 à 144.7375 |              |                                          | Radioamateurs | tous modes               |
| 144.750             |              |                                          | Retour du son télévision amateur                                                                                         | F.M.                     |
| 144.7625 à 144.7875 |              |                                          | Radioamateurs | tous modes               |
| 144.800             |              |                                          | Communications A.P.R.S. : 300 bauds                                                                                      | Digimodes                |
| 144.8125            |              |                                          | Passerelles voix numérique internet (sauf en France) et communications digitales avec B.B.S.                             | Digimodes                |
| 144.825             |              |                                          | Passerelles voix numérique internet (sauf en France) et communications digitales avec B.B.S.                             | Digimodes                |
| 144.8375            |              |                                          | Passerelles voix numérique internet (sauf en France) et communications digitales avec B.B.S.                             | Digimodes                |
| 144.850             |              |                                          | Passerelles voix numérique internet (sauf en France) et communications digitales avec B.B.S.                             | Digimodes                |
| 144.8625            |              |                                          | Communications digitales avec B.B.S.                                                                                     | Digimodes                |
| 144.875             |              |                                          | Communications digitales avec B.B.S.                                                                                     | Digimodes                |
| 144.8825            |              |                                          | Passerelles voix numérique internet (sauf en France)                                                                     | Digimodes                |
| 144.8875            |              |                                          | Communications digitales avec B.B.S.                                                                                     | Digimodes                |
| 144.900             |              |                                          | Communications digitales avec B.B.S.                                                                                     | Digimodes                |
| 144.9125            |              |                                          | Communications digitales avec B.B.S.                                                                                     | Digimodes                |
| 144.925             |              |                                          | Communications digitales avec B.B.S.                                                                                     | Digimodes                |
| 144.9375            |              |                                          | Communications digitales avec B.B.S.                                                                                     | Digimodes                |
| 144.950             |              |                                          | Radiogoniométrie sportive, Communications digitales avec B.B.S.                                                          | Digimodes                |
| 144.9625            |              |                                          | Communications digitales avec B.B.S.                                                                                     | Digimodes                |
| 144.975             | 12.5 kHz     | RV46 - Entrée                            | Entrée répéteurs shift +600 kHz, bande 2 mètres                                                                          | F.M.                     |
| 144.9875            | 12.5 kHz     | RV47 - Entrée                            | Entrée répéteurs shift +600 kHz, bande 2 mètres                                                                          | F.M.                     |
| 145.000 à 145.1875  | 12.5 kHz     | RV48 à RV63 - Entrée (R0 à R7x - Entrée) | Entrée répéteurs shift +600 kHz, bande 2 mètres                                                                          | F.M.                     |
| 145.200             | 12.5 kHz     | RV64 (R8) - Entrée V16 (S8)              | Radioamateurs vers la station spatiale habitée en mono-fréquence, ou en duplex avec 145.800                              | F.M./Numérique           |
| 145.2125            | 12.5 kHz     | V17 (S8x)                                | Radioamateurs mono-fréquence, Transpondeurs vers U.H.F.                                                                  | F.M./Numérique           |
| 145.225             | 12.5 kHz     | V18 (S9)                                 | Radioamateurs mono-fréquence, Transpondeurs vers U.H.F.                                                                  | F.M./Numérique           |
| 145.2375            | 12.5 kHz     | V19 (S9x)                                | Passerelles voix numérique internet et mono-fréquence, Transpondeurs vers U.H.F.                                         | F.M./Numérique           |
| 145.250             | 12.5 kHz     | V20 (S10)                                | Radioamateurs mono-fréquence, Transpondeurs vers U.H.F.                                                                  | F.M.                     |
| 145.2625            | 12.5 kHz     | V21 (S10x)                               | Radioamateurs mono-fréquence, Transpondeurs vers U.H.F.                                                                  | F.M.                     |
| 145.275             | 12.5 kHz     | V22 (S11)                                | Communications digitales avec B.B.S.                                                                                     | Digimodes                |
| 145.2875            | 12.5 kHz     | V23 (S11x)                               | Passerelles voix numérique internet et mono-fréquence, Transpondeurs vers U.H.F.                                         | F.M./Numérique           |
| 145.300             | 12.5 kHz     | V24 (S12)                                | Essais de communications digitales, communications Radiotélétype, téléimprimeur                                          | Digimodes                |
| 145.3125            | 12.5 kHz     | V25 (S12x)                               | Radioamateurs mono-fréquence, (Transpondeurs vers U.H.F.)                                                                | F.M.                     |
| 145.325             | 12.5 kHz     | V26 (S13)                                | Radioamateurs mono-fréquence, (Transpondeurs vers U.H.F.) (R-8b)                                                         | F.M.                     |
| 145.3375            | 12.5 kHz     | V27 (S13x)                               | Passerelles voix numérique internet et mono-fréquence, Transpondeurs vers U.H.F.                                         | F.M./Numérique           |
| 145.350             | 12.5 kHz     | V28 (S14)                                | Radioamateurs mono-fréquence, (Transpondeurs vers U.H.F.) (R-9b)                                                         | F.M.                     |
| 145.3625            | 12.5 kHz     | V29 (S14x)                               | Radioamateurs mono-fréquence, (Transpondeurs vers U.H.F.)                                                                | F.M.                     |
| 145.375             | 12.5 kHz     | V30 (S15)                                | Appel radioamateurs mono-fréquence, bande des 2 mètres (R-10)                                                            | Numérique                |
| 145.3875            | 12.5 kHz     | V31 (S15x)                               | Radioamateurs mono-fréquence, (Transpondeurs vers U.H.F.)                                                                | F.M.                     |
| 145.400             | 12.5 kHz     | V32 (S16)                                | Radioamateurs mono-fréquence, (Transpondeurs vers U.H.F.) (R-11)                                                         | F.M.                     |
| 145.4125            | 12.5 kHz     | V33 (S16x)                               | Radioamateurs mono-fréquence, (Transpondeurs vers U.H.F.)                                                                | F.M.                     |
| 145.425             | 12.5 kHz     | V34 (S17)                                | Radioamateurs mono-fréquence, (Transpondeurs vers U.H.F.) (R-12)                                                         | F.M.                     |
| 145.4375            | 12.5 kHz     | V35 (S17x)                               | Radioamateurs mono-fréquence, (Transpondeurs vers U.H.F.)                                                                | F.M.                     |
| 145.450             | 12.5 kHz     | V36 (S18)                                | communications d'urgence et dégagement sécurité civile ADRASEC Île-de-France mono-fréquence                              | F.M.                     |
| 145.4625            | 12.5 kHz     | V37 (S18x)                               | communications d'urgence et dégagement sécurité civile ADRASEC, mono-fréquence                                           | F.M.                     |
| 145.475             | 12.5 kHz     | V38 (S19)                                | communications d'urgence et sécurité civile ADRASEC, mono-fréquence et transpondeurs vers UHF                            | F.M.                     |
| 145.4875            | 12.5 kHz     | V39 (S19x)                               | Radioamateurs Mono-fréquence                                                                                             | F.M.                     |
| 145.500             | 12.5 kHz     | V40 (S20)                                | Appel radioamateurs mono-fréquence, bande des 2 mètres                                                                   | F.M.                     |
| 145.5125            | 12.5 kHz     | V41 (S20x)                               | Radioamateurs mono-fréquence                                                                                             | F.M.                     |
| 145.525             | 12.5 kHz     | V42 (S21)                                | Radioamateurs mono-fréquence                                                                                             | F.M.                     |
| 145.5375            | 12.5 kHz     | v43 (S21x)                               | Radioamateurs mono-fréquence                                                                                             | F.M.                     |
| 145.550             | 12.5 kHz     | V44 (S22)                                | Radioamateurs mono-fréquence                                                                                             | F.M.                     |
| 145.5625            | 12.5 kHz     | V45 (S22x)                               | Radioamateurs mono-fréquence                                                                                             | F.M.                     |
| 145.575             | 12.5 kHz     | V46 (S23) RV46 - Sortie                  | Radioamateurs mono-fréquence et sortie relais shift -600 kHz                                                             | F.M./Numérique           |
| 145.5875            | 12.5 kHz     | V47 (S23x) RV47 - Sortie                 | Radioamateurs mono-fréquence et sortie relais shift -600 kHz                                                             | F.M./Numérique           |
| 145.600             | 12.5 kHz     | RV48 (R0) - Sortie                       | Radioamateurs sortie relais shift -600 kHz                                                                               | F.M./Numérique           |
| 145.6125            | 12.5 kHz     | RV49 (R0x) - Sortie                      | Radioamateurs sortie relais shift -600 kHz                                                                               | F.M./Numérique           |
| 145.625             | 12.5 kHz     | RV50 (R1) - Sortie                       | Radioamateurs sortie relais shift -600 kHz                                                                               | F.M./Numérique           |
| 145.6375            | 12.5 kHz     | RV51 (R1x) - Sortie                      | Radioamateurs sortie relais shift -600 kHz                                                                               | F.M./Numérique           |
| 145.650             | 12.5 kHz     | RV52 (R2) - Sortie                       | Radioamateurs sortie relais shift -600 kHz                                                                               | F.M./Numérique           |
| 145.6625            | 12.5 kHz     | RV53 (R2x) - Sortie                      | Radioamateurs sortie relais shift -600 kHz                                                                               | F.M./Numérique           |
| 145.675             | 12.5 kHz     | RV54 (R3) - Sortie                       | Radioamateurs sortie relais shift -600 kHz                                                                               | F.M./Numérique           |
| 145.6875            | 12.5 kHz     | RV55 (R3x) - Sortie                      | Radioamateurs sortie relais shift -600 kHz                                                                               | F.M./Numérique           |
| 145.700             | 12.5 kHz     | RV56 (R4) - Sortie                       | Radioamateurs sortie relais shift -600 kHz                                                                               | F.M./Numérique           |
| 145.7125            | 12.5 kHz     | RV57 (R4x) - Sortie                      | Radioamateurs sortie relais shift -600 kHz                                                                               | F.M./Numérique           |
| 145.725             | 12.5 kHz     | RV58 (R5) - Sortie                       | Radioamateurs sortie relais shift -600 kHz                                                                               | F.M./Numérique           |
| 145.7375            | 12.5 kHz     | RV59 (R5x) - Sortie                      | Radioamateurs sortie relais shift -600 kHz                                                                               | F.M./Numérique           |
| 145.750             | 12.5 kHz     | RV60 (R6) - Sortie                       | Radioamateurs sortie relais shift -600 kHz                                                                               | F.M./Numérique           |
| 145.7625            | 12.5 kHz     | RV61 (R6x) - Sortie                      | Radioamateurs sortie relais shift -600 kHz                                                                               | F.M./Numérique           |
| 145.775             | 12.5 kHz     | RV62 (R7) - Sortie                       | Radioamateurs sortie relais shift -600 kHz                                                                               | F.M./Numérique           |
| 145.7875            | 12.5 kHz     | RV63 (R7x) - Sortie                      | Radioamateurs sortie relais shift -600 kHz                                                                               | F.M./Numérique           |
| 145.800             | 12.5 kHz     | RV64 (R8) - Sortie                       | Station spatiale habitée en duplex vers radioamateurs avec 145.200 ou 437.800                                            | Digimodes/F.M./Numérique |
| 145.825             |              |                                          | Satellites radioamateurs, et station spatiale internationale habitée en mono-fréquence vers radioamateurs par paket      | Digimodes                |
| 145.850 à 145.980   |              |                                          | Satellites radioamateurs, bande des 2 mètres                                                                             | tous modes               |
| 145.990             |              |                                          | Satellites radioamateurs, et radioamateurs avec la station spatiale habitée en mono-fréquence, ou en duplex avec 145.800 | Digimodes                |

## Propagation

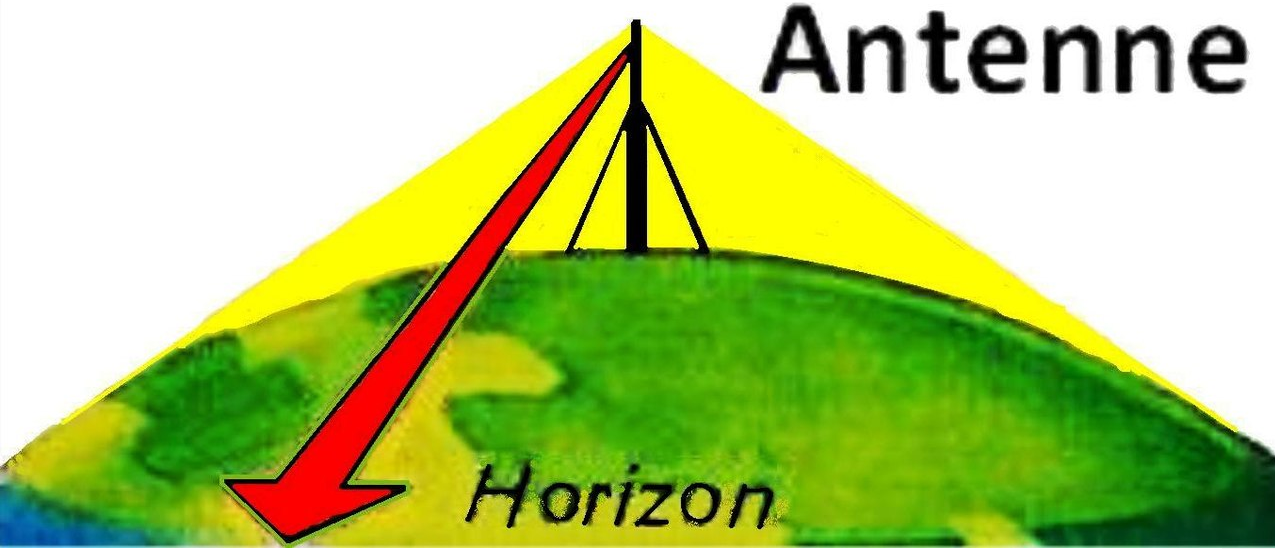
Propagation locale sur la bande VHF

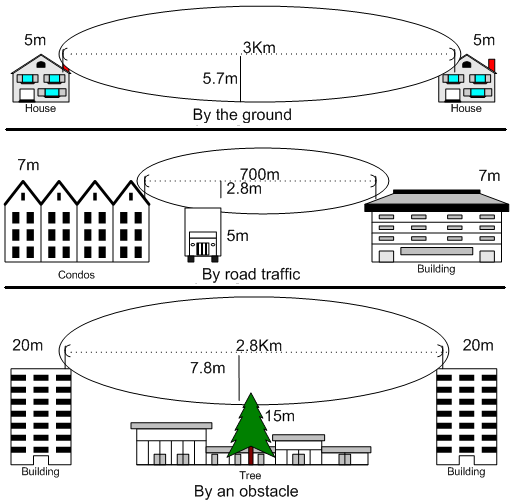
Propagation locale sur la bande VHF

Zone de Fresnel: d est la distance entre l'émetteur et le récepteur.

### La propagation locale
La propagation est dans une zone de réception directe (quelques dizaines de kilomètres) en partant de l’émetteur.
- La propagation est comparable à celle d’un rayon lumineux.
- Les obstacles sur le sol prennent de l’importance.
- En absence d'obstacles, la portée radio est fonction de la courbure de la terre et de la hauteur des antennes d’émission et de réception selon la formule:
- {\displaystyle d=4,188\times \ ({\sqrt {h1}}\ +{\sqrt {h2}})}
- d est la portée radio en km (sans obstacles intermédiaires.)
- h1 est la hauteur de l’antenne d’émission en mètres au-dessus de la hauteur moyenne du sol.
- h2 est la hauteur de l’antenne de réception en mètres au-dessus de la hauteur moyenne du sol.

Exemple entre deux stations radioélectriques:
- La hauteur de l’antenne d’une station radioélectrique est de 4 mètres au-dessus de la hauteur moyenne du sol.
- La hauteur de l’antenne de l'autre station radioélectrique est de 9 mètres au-dessus de la hauteur moyenne du sol.
- {\displaystyle 21=4,188\times \ ({\sqrt {4}}\ +{\sqrt {9}})}
- La distance maximum entre les deux stations radioélectriques est de 21 km (sans obstacles intermédiaires.)

Les portées pratiques en onde directe, au-dessus du sol obtenus par le tableau ci-dessous, sont indiquées en kilomètres suivant les hauteurs des antennes d'émission et de réception, la portée correspond à une puissance d'émission de 10 watts sur 145 MHz et pour une réception radioélectrique d'un champ de 3 microvolts par mètre.
| Hauteurs des antennes des stations au-dessus de la hauteur moyenne du sol | Hauteurs des antennes des stations au-dessus de la hauteur moyenne du sol | Distance de la portée | Distance de la portée |
| ------------------------------------------------------------------------- | ------------------------------------------------------------------------- | --------------------- | --------------------- |
| une station                                                               | l'autre station                                                           | en ville, en forêt    | en mer                |
| 1,80 m                                                                    | 1,80 m                                                                    | 2,5 km                | 13 km                 |
| 9 m                                                                       | 1,80 m                                                                    | 6,5 km                | 24 km                 |
| 9 m                                                                       | 9 m                                                                       | 13 km                 | 45 km                 |
| 180 m                                                                     | 1,80 m                                                                    | 21 km                 | 67 km                 |

### Relais

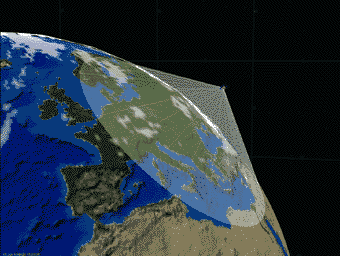
Satellite en vue des stations au sol.

La fonction des relais radioamateurs désignent des répéteurs terrestres (émetteurs/récepteurs) exploités pour permettre les communications dans les deux sens (duplex). Les répéteurs sont placés sur des points hauts et permettent d'étendre la portée des stations radioamateurs. Un radioamateur exploitant un émetteur de faible puissance peut déclencher un répéteur et bénéficier de la portée plus grande du répéteur avec un meilleur signal radio dans des vallées encaissées, des zones masquées, des forêts denses, dans des zones urbaines. Il permet d'étendre la zone de couverture des stations de radio, en réamplifiant les signaux ou convertir dans d'autres fréquences, les canaux qu'il capte sont relayés localement en sortie de relais avec un shift de +600 kHz au-dessus de la fréquence d'entrée du répéteur (pour cette bande 2 mètres).
La station spatiale internationale habitée peut travailler en mono-fréquence ou/et en duplex.
De même des relais désignés satellites radioamateurs permettent les radiocommunications le plus souvent en transpondeur pour émettre l'entrée du satellite est dans une bande et pour l'écoute, la sortie du satellite dans une autre bande exemple bande des 10 mètres, des 2 mètres, des 70 cm, des 6 cm, des 3 cm, des 12 mm.

### La propagation à grande distance

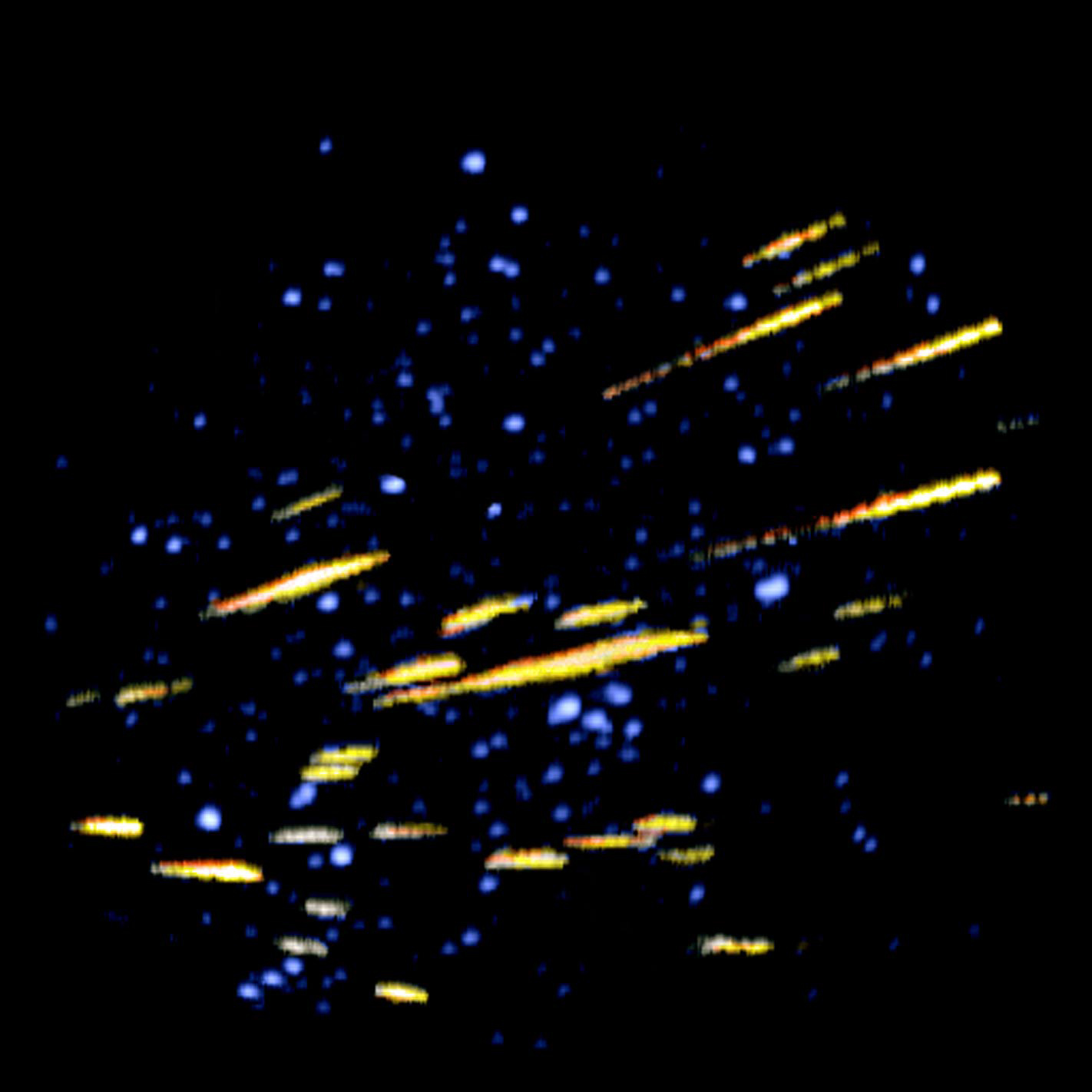
Traînées laissées par des météores.

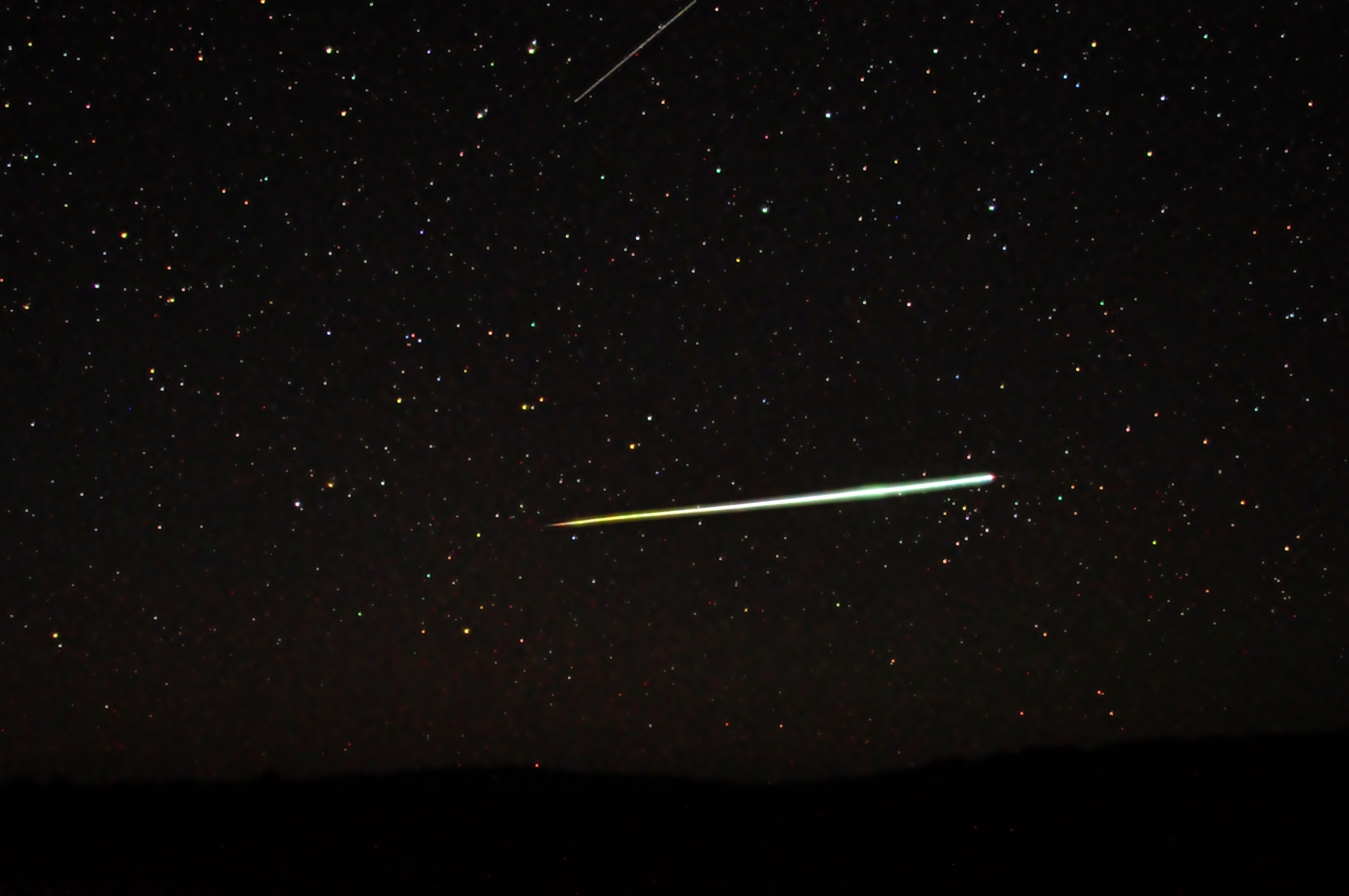
Traînées météoriques.

Schéma des corps utilisables pour les réflexions.

Cependant on observe des réceptions sporadiques à grande distance :
- Chaque année ouvertures par propagation sporadique E assez fréquentes entre juin et juillet et moins fréquentes entre décembre et début janvier (maxi 2400 km en simple bond). Signaux très forts le plus souvent.
- Réflexion possible sur les aéronefs vers toutes les stations VHF en vue directe de cet aéronef.
- Troposphérique avec une portée jusqu’à 1000 km[18].
- Aurores boréales avec une portée jusqu’à 2000 km depuis le 45e parallèle dans l’hémisphère Nord.
- Réflexion sur les traînées météoriques avec une portée par réflexion inférieure à 2000 km.
- "EME" Réflexion volontaire sur la lune vers tous pays en vue directe de cet astre (sans couverture nuageuse).
- Vers le début de l’été lorsque le rayonnement solaire est particulièrement intense, on observe des réceptions sporadiques jusqu’à 2000 km.
- Diffusion et réfraction atmosphérique en fonction de certaines conditions.
- Propagation sporadique par inversion de température.

## Les antennes

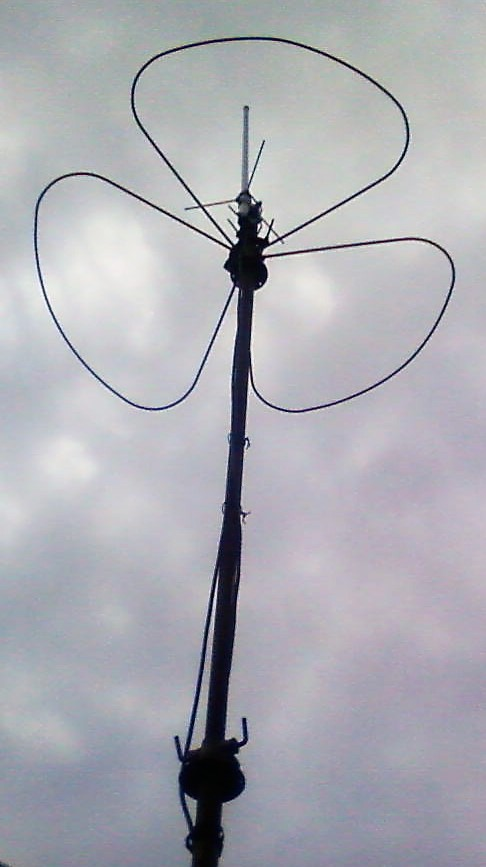
Antenne Big Wheel (ou trèfle) pour la bande des 2 m en France

Les antennes les plus utilisées sur cette bande :
- Antenne Yagi
- Antenne quad
- Antenne losange
- Antenne log-périodique
- Antenne hélice axiale
- Antenne parabolique
- Réseaux d'antennes
- Antenne colinéaire
- Antenne ground plane
- Antenne fouet
- Antenne fouet hélicoïdale (mobile) ;
- Antenne dipolaire ou dipôle

## Radiogoniométrie
La radiogoniométrie sportive également appelée « chasse au renard » est une course d'orientation chronométrée qui combine à la fois les techniques de la radio-localisation, l'utilisation de cartes topographiques et l'usage d'une boussole. Il s'agit de trouver des balises radioélectriques à l'aide d'un équipement de radiogoniométrie composé essentiellement d'un récepteur radio, d'atténuateurs et d'une antenne directive.
En radiogoniométrie sportive on utilise des fréquences radio dans cette bande radioamateur, ceci parce que la bande est disponible pour tous les radioécouteurs, quel que soit leur pays.
La recherche de radiobalise de localisation des sinistres
Des radioamateurs volontaires travaillant sur les fréquences 145,450 MHz et 145,475 MHz pour effectuer des recherches radiogoniométriques de radiobalise de localisation des sinistres (RLS) sur la fréquence d'urgence 121,500 MHz en plus de la fréquence satellite de 406 MHz.
Site internet de la FNRASEC

## EME

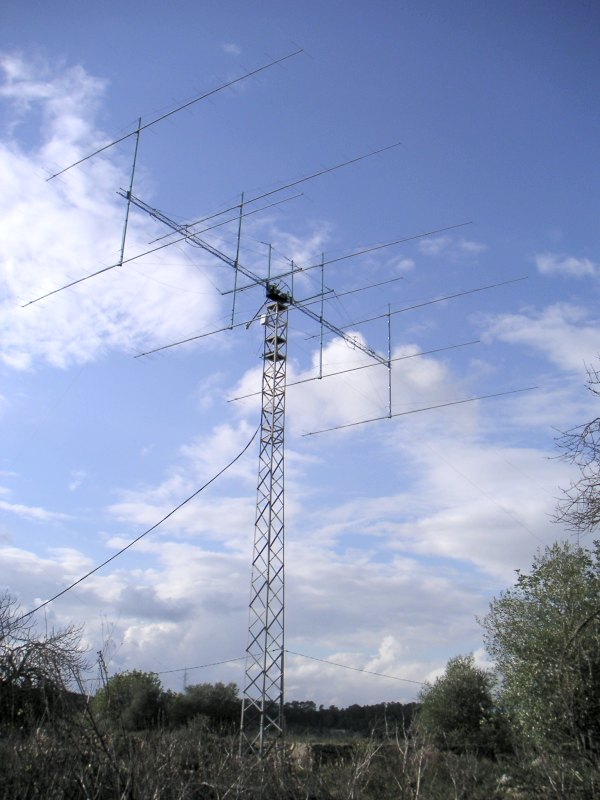
Groupe de 8 antennes Yagi pour la bande 144 MHz EME

EME Earth-Moon-Earth désignée en français par radiocommunication Terre Lune Terre est une discipline fondée sur la propagation d'ondes radios par réflexion sur la Lune utilisé entre plusieurs services de télécommunication. Les stations radios sur la Terre doivent voir la Lune en même temps pour communiquer.
Les antennes utilisées pour ce type de trafic est l'Antenne parabolique et les Réseaux d'antennes de type Antenne Yagi, Antenne hélice axiale, Antenne log-périodique, Antenne dièdre, Antenne plate, Antenne quad, Antenne cornet.
Ce groupement d'antennes travaille en Antenne réseau à commande de phase pouvant être installée dans un Radôme. Dépointage.
Tableau des gains d’antenne électromagnétique et des largeurs de bande pour un facteur de signal/bruit de 3 dB dans la bande 144,000 MHz à 144,035 MHz et dans la bande 144,120 MHz à 144,160 MHz  avec 600 W d'émission. 
Même gain pour l'antenne d'émission et pour l'antenne de réception.

| Largeur de bande en Hz | Gain de chaque antenne |
| ---------------------- | ---------------------- |
| 100 Hz                 | 22 dB                  |
| 400 Hz                 | 25 dB                  |
| 1 000 Hz               | 27 dB                  |
| 4 000 Hz               | 30 dB                  |

Exemple d'une liaison EME
Un signal de 1 kW (+60 dBm) fourni à une antenne de gain de +35 dB pointé vers la lune, 

avec une antenne de réception de gain de +35 dB pointé aussi vers Lune alimentant un préamplificateur d'antenne faible bruit. 

La totalité des gains est de (60dBm + 35dB + 35dB) = 130 dB. 

L'atténuation sur la bande 144 MHz est de 252 dB, soit (130 dB - 252 dB) = -122 dBm ; 

ce signal de 1 kW (+60 dBm) arrivera : S4 soit 0,16 μV (50 Ω), -122dBm, -15dBμV (50 Ω), 631 aW.
Sur les bandes VHF/UHF/SHF, sur les S-mètre le point S9 est réglé pour une puissance de −93 dBm, soit l'équivalent de 5 μV à l'entrée antenne du récepteur, pour une impédance de 50 Ω.

## Réseau français d’informations VHF
Un réseau français d’informations VHF le mercredi à 21h locale en LSB est sur la fréquence 3 646 kHz et avec une veille radio permanent avec une diffusion d’information.